# Sonnberg (Herrschaft)
Die Herrschaft Sonnberg war eine Grundherrschaft im Viertel unter dem Manhartsberg im Erzherzogtum Österreich unter der Enns, dem heutigen Niederösterreich.

## Ausdehnung
Die Herrschaft umfasste zuletzt die Ortsobrigkeit über Oberhollabrunn, Sonnberg, Dietersdorf, Breitenwaida, Großstelzendorf, Suttenbrunn, Wieselsfeld, Raschalaa und Magersdorf. Der Sitz der Verwaltung befand sich im Schloss Sonnberg.

## Geschichte
Letzter Inhaber der Familienfideikommissherrschaft war der k.k. wirkliche Kämmerer Johann Baptist Karl Graf von Dietrichstein-Proskau-Leslie (1772–1852), bis diese mit den Reformen 1848/1849 aufgelöst wurde.